# تاجون بوكانان
تاجون تريفور بوكانان (من مواليد 8 فبراير 1999)، هو لاعب كرة قدم كندي محترف يلعب لنادي إنتر ميلان الإيطالي والمنتخب الكندي. يشتهر بتعدد استخداماته وقدراته الفنية، وعادةً ما يلعب دور ظهير، ولكن يمكن أيضًا أن يلعب كلاعب خط وسط وجناح.

## روابط خارجية
- تاجون بوكانان على موقع الاتحاد الأوربي (الإنجليزية)
- تاجون بوكانان على موقع الدوري الأمريكي (الإنجليزية)
- تاجون بوكانان على موقع قاعدة بيانات كرة القدم.إي يو (الإنجليزية)
- تاجون بوكانان على موقع ليكيب (الفرنسية)
- تاجون بوكانان على موقع ناشيونال فوتبول تيمز (الإنجليزية)
- تاجون بوكانان على موقع Soccerway.com (الإنجليزية)
- تاجون بوكانان على موقع عالم كرة القدم.نت (الإنجليزية)